# 西屏镇 (江油市)
西屏镇，原为西屏乡，是中华人民共和国四川省绵阳市江油市下辖的一个乡镇级行政单位。2019年12月，撤销香水镇，将其所属行政区域划归西屏镇管辖，西屏镇人民政府驻迎宾路49号。

## 行政区划
西屏乡下辖以下地区：
永安社区、永兴村、柏林村、黑石村、桃园村、四方村、凉风村、祥和村、白龙村和常青村。